# Alvaschein
Alvaschein (en romanche Alvaschagn) era una comuna suiza del cantón de los Grisones. El 1 de enero de 2015 se fusionó con las antiguas comunas de Mon, Stierva, Tiefencastel, Alvaneu, Brienz/Brinzauls y Surava para constituir la nueva comuna de Albula/Alvra.

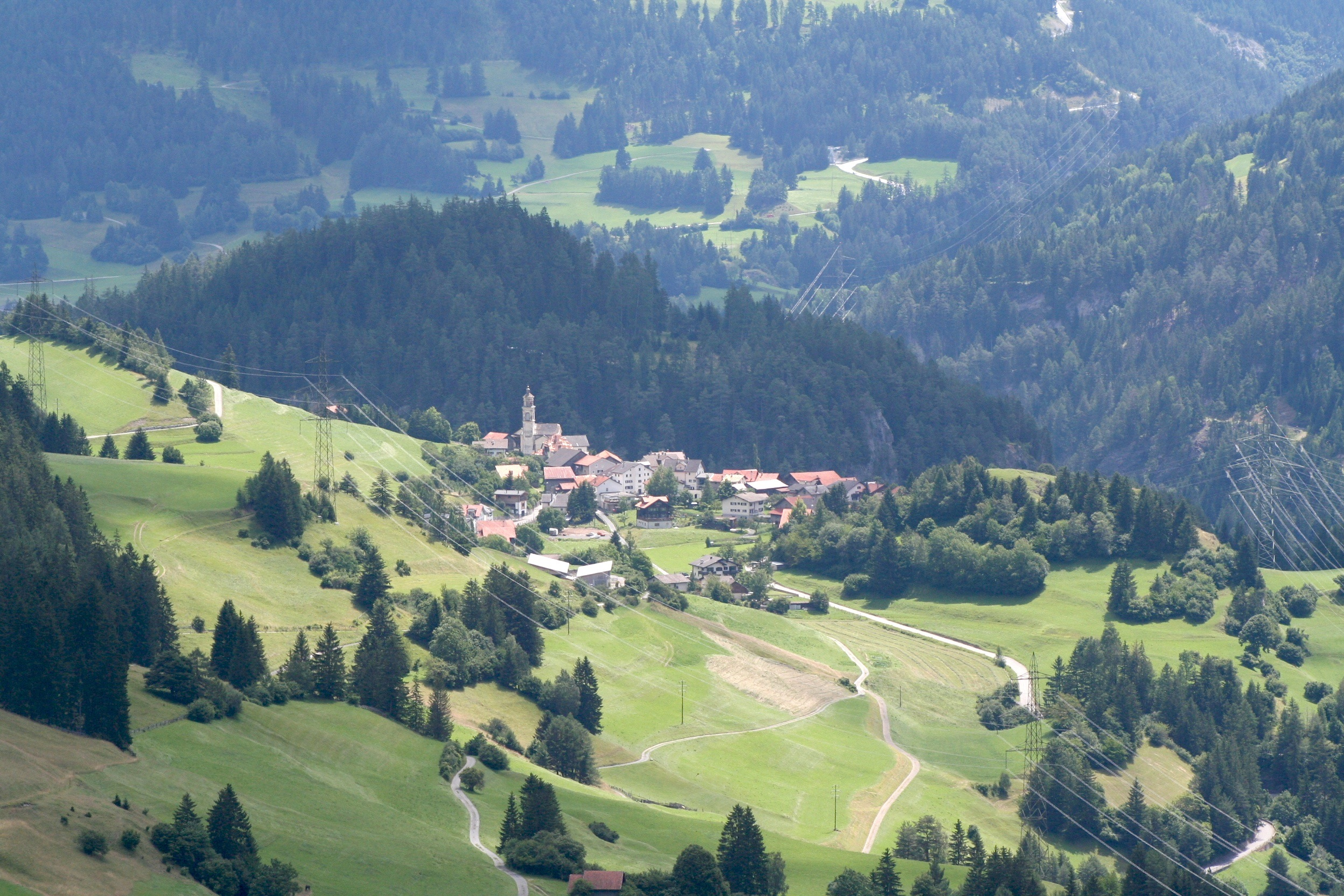
Vista de Alvaschein.